# Troppo vento per Winny-Puh
Troppo vento per Winny-Puh (Winnie the Pooh and the Blustery Day) è un film del 1968 diretto da Wolfgang Reitherman. È un cortometraggio d'animazione (ma con introduzione e conclusione in live action) prodotto dalla Walt Disney Productions, il secondo con protagonista Winnie the Pooh dopo Winny-Puh l'orsetto goloso, ed è basato su alcuni capitoli dei romanzi di A. A. Milne Winnie Puh e La strada di Puh. Il corto fu distribuito negli Stati Uniti dalla Buena Vista Distribution il 20 dicembre 1968, abbinato al film Il cavallo in doppio petto, e nel 1977 fu montato insieme al precedente e al successivo per realizzare il Classico Disney Le avventure di Winnie the Pooh. In Italia fu distribuito in VHS col titolo Troppo vento per Winny Puh.
Troppo vento per Winny-Puh vinse l'Oscar al miglior cortometraggio d'animazione ai premi Oscar 1969. L'Oscar fu conferito alla memoria di Walt Disney, morto più di due anni prima dell'uscita del film. Fu l'unica produzione di Winnie the Pooh a vincere un Oscar. Il corto servì anche come ispirazione per l'attrazione "The Many Adventures of Winnie the Pooh" a Walt Disney World, dove si vivono diverse scene del cartone animato, incluso il sogno di Pooh su Efelanti e Noddole.

## Trama
Un giorno, nel Bosco dei Cento Acri, il vento dell'est si scambia di posto con il vento dell'ovest, creando una giornata molto ventosa chiamata "Ventodì" che manda in subbuglio ogni cosa. Con qualche difficoltà, Winnie the Pooh e Pimpi giungono alla casa sull'albero di Uffa, che viene presto abbattuta da un forte colpo di vento: Ih-Oh si offre volontario per cercargli un'altra abitazione. Quella notte, Pooh riceve la visita di Tigro, in cerca di qualcosa da mangiare. Disgustato dal miele dell'orsetto, la tigre se ne va, ma non prima di aver detto a Pooh che nel bosco ci sono Efelanti e Noddole, esseri che rubano il miele. L'orso, spaventato dal racconto di Tigro, si mette a fare la guardia costante al suo cibo, ma alla fine si addormenta e ha un incubo su Efelanti e Noddole che rubano il suo miele e lo inseguono.
Più tardi, la nottata ventosa si trasforma in una nottata molto piovosa: un'alluvione si abbatte sul Bosco dei Cento Acri, allagando molte abitazioni, tra cui quella di Pimpi che resta intrappolato nella sua casa. Poco dopo aver scritto un messaggio in bottiglia di aiuto, il maialino viene portato via dall’acqua su una sedia. Intanto, mentre fa colazione, Pooh resta infilato a testa in giù in un vaso di miele e galleggia anche lui lontano dalla sua casa. Tutti gli altri personaggi si riuniscono a casa di Christopher Robin, poiché essa si trova abbastanza in alto perché l'acqua non la raggiunga. Il bambino, dopo aver trovato il messaggio di Pimpi, manda Uffa a informarlo che i suoi amici tenteranno un salvataggio, ma dopo che il gufo ha dato la notizia Pooh e Pimpi si scambiano in una cascata in cui il secondo passa nel vaso di miele e il primo sulla sedia. Quando i due arrivano a casa di Christopher Robin, il bambino pensa erroneamente che sia stato Pooh a salvare Pimpi e offre all'orsetto una festa da eroe. 
Durante la festa, Ih-Oh annuncia di aver trovato una nuova casa per Uffa, ma essa si rivela essere la casa di Pimpi. Quest'ultimo decide a malincuore di dare la sua casa al gufo. Pooh offre allora al maialino di andare a vivere con lui, cosa che lui accetta. La festa diventa così un'occasione per celebrare le buone azioni dell'orsetto e Pimpi.

## Colonna sonora
Gli Sherman Brothers scrissero per questo film cinque nuove canzoni: "A Rather Blustery Day", "The Wonderful Things About Tiggers", "Heffalumps and Woozles", "The Rain Rain Rain Came Down Down Down" e "Hip Hip Pooh-Ray!". Come per Winny-Puh l'orsetto goloso, il disco di Troppo vento per Winny-Puh fu pubblicato un anno prima dell'uscita del cortometraggio, e includeva le canzoni in versioni diverse da quelle presenti in esso tranne "Heffalumps and Woozles", assente del tutto. Secondo Tim Hollis e Greg Ehrbar, questo può essere spiegato dal fatto che la colonna sonora del film non era ancora stata registrata. Solo alcuni dei doppiatori del primo cortometraggio parteciparono al secondo disco e la registrazione ebbe luogo presso gli studi Sunset Sound Recorders.

## Distribuzione
Le date di uscita internazionali del film sono state:
- 20 dicembre 1968 negli Stati Uniti
- 1º agosto 1969 in Svezia (Nalle Puh och den stormiga dagen)
- 14 febbraio 1970 in Italia
- 20 marzo in Francia (Winnie l'ourson dans le vent)
- 21 marzo in Giappone

### Edizione italiana
Il doppiaggio italiano, a cura di Roberto De Leonardis, fu eseguito negli stabilimenti Fono Roma con la partecipazione della C.D.C. Rispetto al cast originale, che vede il cambiamento del solo doppiatore di Christopher Robin, in quello italiano cambiano anche quelli di Uffa (passato dal deceduto Giorgio Capecchi a Corrado Gaipa) e De Castor.

### Edizioni home video
L'unica edizione home video del corto distribuita in Italia fu la VHS che uscì per il noleggio nel giugno 1983 col titolo Troppo vento per Winny Puh, ristampata per la vendita cinque anni dopo nella collana Walt Disney Home Video Cartoon Classics. Nella VHS erano inclusi anche i cortometraggi Problemi di bagaglio, Il tesoro di Pluto, Paperino e Pippo attacchini, Rullano i tam-tam, Paperino e la miniera d'oro, Paperino e l'usignolo e Una giornata sbagliata.
In America del Nord invece uscì in VHS autonomamente il 28 dicembre 1990 nella collana Walt Disney Mini Classics e successivamente nella collana Storybook Classics, e fu anche incluso come contenuto speciale nel DVD-Video di Winnie the Pooh alla ricerca di Christopher Robin.

## Altri media
Il cortometraggio fu adattato in una storia a fumetti scritta da Frank Reilly e disegnata da John Ushler, pubblicata in nove tavole domenicali tra il 4 agosto e il 29 settembre 1968 allo scopo di promuovere il film.

## Sequel
Il film fu seguito, nel 1974, da un altro cortometraggio: Tigro e Winny-Puh a tu per tu.